# Station Stallingborough
Stallingborough is een spoorwegstation van National Rail in North East Lincolnshire in Engeland. Het station is eigendom van Network Rail en wordt beheerd door Northern Rail. 